# Parasemia rufabdominata
Parasemia rufabdominata är en fjärilsart som beskrevs av Taco Hajo van Wisselingh 1961. Parasemia rufabdominata ingår i släktet Parasemia och familjen björnspinnare. Inga underarter finns listade i Catalogue of Life.